# قايدو رودريغيز
قايدو رودريغيز (بالإسبانية: Guido Rodríguez) (12 أبريل 1994 الأرجنتين - ) هو لاعب كرة قدم أرجنتيني يلعب كوسط دفاعي.وفي 8 أغسطس 2024 انضم للعب مع نادي وست هام يونايتد.

## الإنجازات
ريفر بليت
- كوبا سود أمريكانا: 2014

أمريكا
- الدوري المكسيكي الممتاز: 2019
- كأس المكسيك: 2019

ريال بيتيس
- كأس الملك: 2021–22[4]

الأرجنتين
- كأس العالم: 2022[5]
- كوبا أمريكا: 2021[6]
- كأس الأبطال كونميبول–يويفا: 2022[7]

## روابط خارجية
- قايدو رودريغيز على موقع الاتحاد الأوربي (الإنجليزية)
- قايدو رودريغيز على موقع إي إس بي إن إف سي (الإنجليزية)
- قايدو رودريغيز على موقع قاعدة بيانات كرة القدم.إي يو (الإنجليزية)
- قايدو رودريغيز على موقع ناشيونال فوتبول تيمز (الإنجليزية)
- قايدو رودريغيز على موقع Soccerbase.com (لاعب) (الإنجليزية)
- قايدو رودريغيز على موقع Soccerway.com (الإنجليزية)
- قايدو رودريغيز على موقع عالم كرة القدم.نت (الإنجليزية)
- قايدو رودريغيز على موقع AS.com (الإسبانية)